# Менгенморьт
Менгенморьт (монг. Мөнгөнморьт) — сомон на крайнем северо-востоке аймака Туве в центральной части Монголии.

## История
Название сомона происходит от монгольского словосочетания со значением «обладающий серебристой лошадью».

## География
Центр сомона — одноимённый посёлок Менгенморьт, расстояние по прямой до столичного Улан-Батора составляет около 120 километров, до административного центре аймака Туве города Зуунмод — 127.

## Население
| 2002   | 2003  | 2004  | 2005  | 2006  | 2007  | 2008  | 2009   | 2010   | 2011   |
| ------ | ----- | ----- | ----- | ----- | ----- | ----- | ------ | ------ | ------ |
| ▲2,229 | 2,143 | 1,936 | 1,909 | 1,889 | 1,902 | 1,938 | ▲1,990 | ▲2,083 | ▼2,065 |

В 2007 году 908 из 1902 жителей сомона проживали в его административном центре.